# Liste der Lieder, die am längsten in den deutschen Singlecharts verweilten

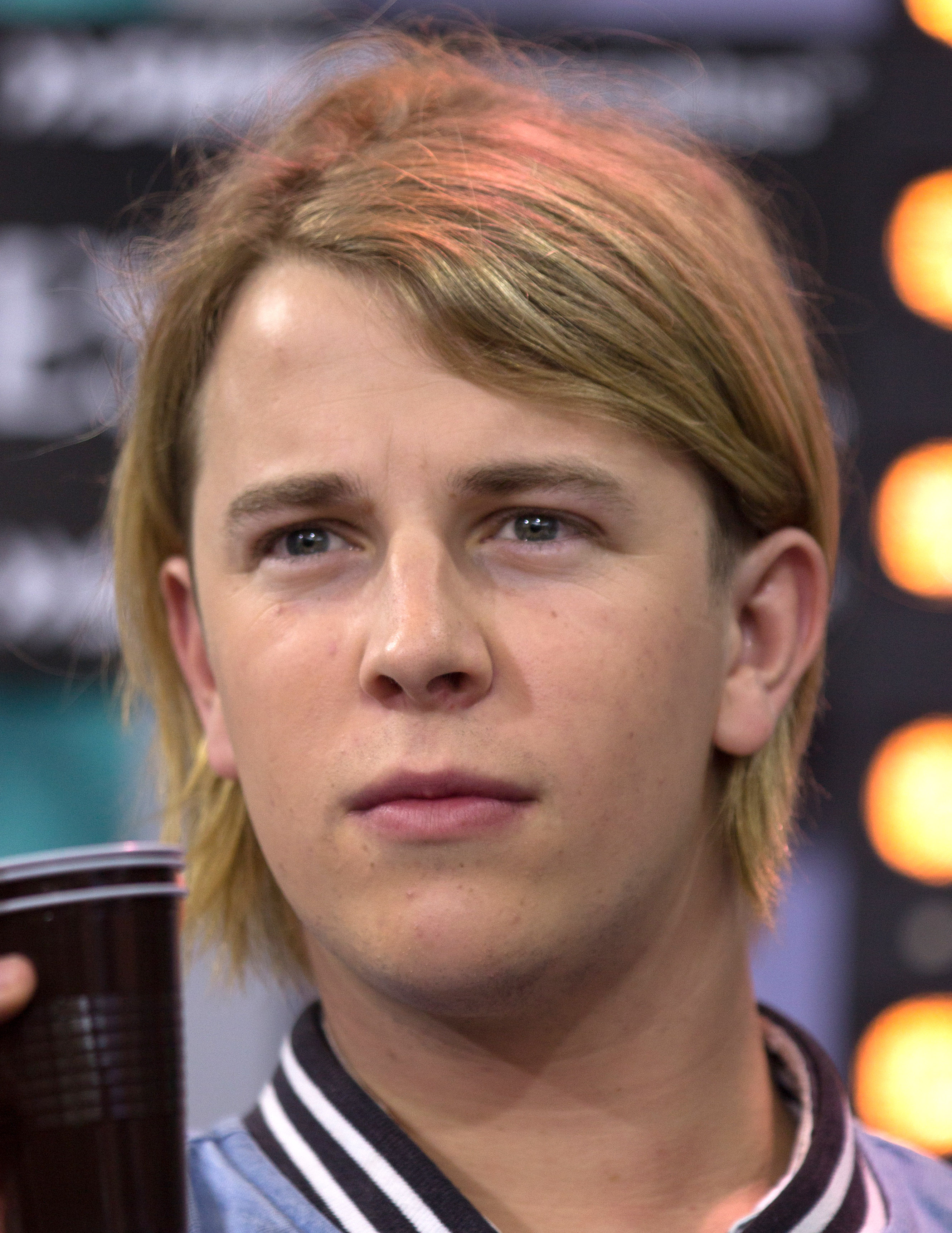
Tom Odell landete mit dem Titel Another Love den erfolgreichsten „Dauerbrenner“ in den deutschen Singlecharts.

Die Liste der Lieder, die am längsten in den deutschen Singlecharts verweilten, ist eine Übersicht von Liedern, die sich besonders lange in den deutschen Singlecharts platzieren konnten.
Der erfolgreichste „Dauerbrenner“ wurde vom britischen Sänger Tom Odell veröffentlicht. Seine Single Another Love (2013) konnte sich bislang 285 Wochen in den deutschen Singlecharts platzieren. Das älteste Werk stammt aus dem Jahr 1954 und kommt vom deutschen Hula Hawaiian Quartett. Deren Single Jim, Jonny und Jonas stieg erstmals am 1. September 1954 in die Charts ein und konnte sich bis zum 31. Dezember 1955 69 Wochen in den Singlecharts halten.

## Hinweise zur Interpretation der aufgeführten Statistiken
Die hier dargestellte Auswertung bietet eine Übersicht von Liedern, die sich besonders lange in den offiziellen Singlecharts der Bundesrepublik Deutschland platzierten. Aufgrund der besseren Übersicht beschränkt sich diese Liste auf Titel, die sich länger als 52 Wochen in den Singlecharts platzieren konnten. Maßgeblich hierfür sind die einzelnen Chartausgaben beziehungsweise Chartwochen, nicht der komplette Zeitraum zwischen der erstmaligen und letztmaligen Platzierung in den Charts. Die Liste gibt die tatsächlichen Wochen wieder, sodass monatliche sowie halbmonatliche Chartangaben in Wochen umgewandelt wurden, dadurch sind auch Titel mit 52 Wochen in der Liste zu finden, weil diese abgerundet auf 52 Wochen kommen, jedoch länger als 364 Tage in den Charts vertreten waren. Zwischen 1984 und 2007 gab es Jahrgänge, in denen zwischen den Jahren keine Chartausgaben veröffentlicht wurden, hierbei wurde die jeweilige Folgewoche doppelt gewertet, weil die Verkäufe einen Erhebungszeitraum von zwei Wochen abbilden. Der Artikel führt alle Titel chronologisch absteigend nach der Verweildauer in den Charts auf, bei gleicher Verweildauer sind die Titel aufsteigend nach der letzten Chartwoche sortiert. Darüber hinaus beinhaltet die Tabelle Informationen zu den Autoren (Musik und Text), den Produzenten, der Höchstplatzierung, dem erstmaligen Charteintritt sowie der letzten Chartwoche, in der ein jeder Titel sich platzieren konnte sowie den bekannten Gold- und Platinauszeichnungen beziehungsweise den nachweisbaren Verkaufszahlen. Lieder, die sich aktuell in den Charts befinden, sind grün hervorgehoben.

## Problematik

### Chartumfang
Singlecharts gibt es in Deutschland seit Dezember 1953, als die Jukebox aus den Vereinigten Staaten nach Westdeutschland kam. Die Zeitschrift Der Automatenmarkt veröffentlichte jeden Monat eine Auflistung der beliebtesten „Boxen-Schlager“, im Umfang von meist 30 Plätzen. Ab Juli 1959 erschienen die Singlecharts, in einem Umfang von 20 bis 70 Plätzen, in der Zeitschrift Musikmarkt. Ab Anfang 1960 veröffentlichte der Musikmarkt Top-50-Hitparaden, wobei es sich um keine strikte Obergrenze handelte, sodass die Singlecharts teilweise bis zu 54 Positionen beinhalteten. Mit Beginn des Jahres 1965 wurde der Umfang auf 40 Plätze begrenzt. Anfang 1971 erhöhte man den Umfang wieder auf 50 Plätze. 1977 übernahm Media Control die Chartermittlung und stellte ab Januar 1980 die Singlecharts auf eine Top-75-Hitparade um. Im August 1989 erhöhte man nochmals den Umfang auf die heutige Top-100-Hitliste.

### Turnus
Die Singlecharts erschienen zunächst mit ihrer Einführung monatlich zum ersten einen jeden Monats, sowohl im Automatenmarkt als auch im Musikmarkt. Ab dem 1. Januar 1965 publizierte der Musikmarkt die Singlecharts zweimal im Monat, sie erschienen nun etwa alle zwei Wochen an jedem 1. und 15. eines jeden Monats. Mit Beginn des Jahres 1971 stellte der Musikmarkt auf die heute noch praktizierte wöchentliche Erscheinungsweise um.

### Publikation
Als Nachweise für die Chartinformationen dienen das offizielle Chartarchiv der GfK Entertainment (offiziellecharts.de) sowie die Datenbank von chartsurfer.de. Beide Quellen bringen jedoch einige Probleme mit sich:
- Das offizielle Chartarchiv der GfK Entertainment bietet erst ab dem 3. Januar 1977 ein umfassendes und vollständiges Chartarchiv mit Chartverläufen.[3] Das Archiv beinhaltet auch Charterfolge zwischen dem 1. Juli 1959 und dem 3. Januar 1977, allerdings ohne Chartverläufe, Austrittsdaten und die „Wochenangaben“ richten sich nicht nach den tatsächlichen Wochen, sondern nach den Chartausgaben.[4] So wird ein Titel, der im Jahr 1959 eine Monatsausgabe in den Charts vertreten war, mit einer Woche anstatt gerundeten vier Wochen aufgeführt. Dies kann dazu führen, dass ein Titel zwölf Monate in den Charts verweilte, jedoch seitens der GfK nur mit zwölf Wochen aufgeführt wird. Als Beispiel hierzu dient Banjo Boy von Jan & Kjeld. Die Single stieg am 1. Dezember 1959 in die Singlecharts ein und verweilte dort bis zum 30. November 1960.[5] Der Titel blieb so während des monatlichen Chartturnus für 12 Monate bzw. 366 Tage (52,29 Wochen = 52 Wochen) in den deutschen Singlecharts, wird allerdings seitens der GfK nur mit zwölf Wochen aufgeführt.[6]
- Die Datenbank von chartsurfer.de verfügt über ein Chartarchiv ab dem 1. März 1954.[7] Probleme die hier in Erscheinung treten, sind zum einen, dass der Datenbank die Rechte zur Vervielfältigung der Chartplatzierungen ab dem 11. Januar 1999 fehlen,[8][9] zum anderen werden monatliche und halbmonatliche Chartausgaben immer mit vier beziehungsweise zwei Wochen gewertet, sodass ein Titel, der zwölf Monate in den Charts verweilte, mit 48 Wochen berücksichtigt wird. Hier auch das Beispiel Banjo Boy, das seitens chartsurfer.de mit 48 Wochen geführt wird.[5]

### Sperrklausel
Anfang 1997 wurde eine Sperrklausel eingeführt, die in der unteren Hälfte der Top 100 nur eine begrenzte Aufenthaltszeit für Charttitel ermöglichte. Dabei wurden Titel nach neun Wochen in den Charts beziehungsweise spätestens zwei Wochen nach Verlassen der Top 50 gestrichen. Am 19. März 2010 wurde diese Sperrklausel wieder abgeschafft.

### Verschiedene Variationen
Die beiden Quellen chartsurfer.de und offiziellecharts.de weichen bei manchen Singlevariationen voneinander ab. Während chartsurfer.de den Titel Nothing Else Matters von Metallica in seiner Studioversion mit 72 Chartwochen listet, führt offiziellecharts.de die Version mit lediglich 51 Wochen. Im Gegensatz dazu beinhaltet die Liveversion des Stücks mehr Chartwochen auf offiziellecharts.de (40 Chartwochen), als bei chartsurfer.de (19 Chartwochen). Die Single Three Lions (Baddiel & Skinner & The Lightning Seeds) wird bei chartsurfer.de nur einmal mit 53 Chartwochen aufgeführt, während offiziellecharts.de das Stück mit zwei verschiedenen Versionen listet. Zum einen ist dort das Original aus dem Jahr 1996 mit 41 Chartwochen aufgeführt, zum anderen eine Version aus dem Jahr 1998 mit zwölf Chartwochen. Dieser Artikel stützt sich dabei auf die Varianten von offiziellecharts.de, weil es sich hierbei um die offizielle Datenbank der GfK Entertainment handelt.

## Liste der Dauerbrenner in den deutschen Singlecharts
| Titel                                                     | Interpret(en)                                     | Autor(en) – A Produzent(en) – P | Wochen | Höchste Platzierung | Erste Chartwoche | Letzte Chartwoche | Verkäufe               |
| --------------------------------------------------------- | ------------------------------------------------- | --- | ------ | ------------------- | ---------------- | ----------------- | ---------------------- |
| Another Love                                              | Tom Odell                                         | A: Tom Odell P: Dan Grech-Marguerat | 285    | 9                   | 01.03.2013       | 15.08.2025        | 11× Gold (1.650.000+)  |
| Roller                                                    | Apache 207                                        | A: Jennifer Allendörfer, Luís Cruz, Volkan Yaman P: Jennifer Allendörfer, Luís Cruz | 224    | 1                   | 30.08.2019       | 06.09.2024        | 9× Gold (1.800.000+)   |
| Last Christmas                                            | Wham!                                             | A: George Michael P: George Michael | 183    | 1                   | 24.12.1984       | 03.01.2025        | 3× Platin (1.500.000+) |
| Can’t Hold Us                                             | Macklemore & Ryan Lewis feat. Ray Dalton          | A: Ray Dalton, Ryan Lewis, Macklemore P: Ryan Lewis | 180    | 2                   | 18.01.2013       | 04.07.2025        | 3× Gold (450.000+)     |
| Wonderful Dream (Holidays Are Coming)                     | Melanie Thornton                                  | A: Rich Airis, Terry Coffey, Mitchell Lennox, Julien Nairolf, Ben Naftali, Jon Nettlesbey, Scott Temper, Melanie Thornton P: Mitchell Lennox, Julien Nairolf | 149    | 3                   | 10.12.2001       | 27.12.2024        | 2× Platin (1.000.000+) |
| Blinding Lights                                           | The Weeknd                                        | A: Ahmad Balshe, Oscar Holter, Max Martin, Jason Quenneville, The Weeknd P: Oscar Holter, Max Martin, The Weeknd | 142    | 1                   | 06.12.2019       | 12.01.2024        | 3× Platin (1.200.000+) |
| Atemlos durch die Nacht                                   | Helene Fischer                                    | A: Kristina Bach P: Jean Frankfurter | 130    | 1                   | 18.10.2013       | 07.03.2025        | Diamant (1.000.000+)   |
| Wildberry Lillet                                          | Nina Chuba                                        | A: Wanja Bierbaum, Justin Fröhlich, Yannick Johannknecht, Nina Kaiser P: Michael Burek, Yannick Johannknecht | 130    | 1                   | 19.08.2022       | 04.07.2025        | 2× Platin (800.000+)   |
| Sky and Sand                                              | Paul & Fritz Kalkbrenner                          | A: Fritz Kalkbrenner, Paul Kalkbrenner P: Paul Kalkbrenner | 129    | 29                  | 12.02.2010       | 21.03.2014        | n/a                    |
| Dance Monkey                                              | Tones and I                                       | A: Tones and I P: Konstantin Kersting | 125    | 1                   | 16.08.2019       | 22.04.2022        | 7× Gold (1.400.000+)   |
| Nachts wach                                               | Makko & Miksu/Macloud                             | A: Joshua Allery, Timothy Auld, Laurin Auth, Christoph Makowski, Jonas Michel, Dominik Patrzek, Christopher Plowman, Benedikt Schöller P: Joshua Allery, Laurin Auth | 121    | 1                   | 15.07.2022       | 15.11.2024        | Platin (400.000+)      |
| Komet                                                     | Apache 207 & Udo Lindenberg                       | A: Christopher Brenner, Udo Lindenberg, Lennard Oestmann, Aris Pehlivanian, Marco Tscheschlok, Volkan Yaman P: Lennard Oestmann, Aris Pehlivanian | 118    | 1                   | 27.01.2023       | 08.08.2025        | 2× Platin (1.200.000+) |
| Heat Waves                                                | Glass Animals                                     | A: Dave Bayley P: Dave Bayley | 117    | 2                   | 19.03.2021       | 04.08.2023        | 3× Platin (1.200.000+) |
| All I Want for Christmas Is You                           | Mariah Carey                                      | A: Walter Afanasieff, Mariah Carey P: Walter Afanasieff, Mariah Carey | 109    | 1                   | 05.12.1994       | 03.01.2025        | 3× Platin (1.800.000+) |
| Ein Stern (… der deinen Namen trägt)                      | DJ Ötzi & Nik P.                                  | A: Nik P. P: Thorsten Brötzmann, Ivo Moring | 108    | 1                   | 16.02.2007       | 13.01.2012        | 4× Platin (1.200.000+) |
| Geboren um zu leben                                       | Unheilig                                          | A: Der Graf, Henning Verlage P: Kiko Masbaum | 106    | 2                   | 12.02.2010       | 19.04.2013        | 5× Gold (750.000+)     |
| Sonnentanz auch bekannt als: Sonnentanz (Sun Don’t Shine) | Klangkarussell                                    | A: Adrian Held, Tobias Rieser P: Adrian Held, Tobias Rieser | 104    | 4                   | 24.08.2012       | 05.09.2014        | 5× Gold (750.000+)     |
| Save Your Tears                                           | The Weeknd                                        | A: Ahmad Balshe, Oscar Holter, Max Martin, Jason Quenneville, The Weeknd P: Oscar Holter, Max Martin, The Weeknd | 104    | 5                   | 22.01.2021       | 11.08.2023        | 2× Platin (800.000+)   |
| Liebe auf der Rückbank                                    | Finch feat. Tream                                 | A: Timo Grabinger, Daniel Grossmann, Matthias Mania, Nils Wehowsky P: Daniel Grossmann, Matthias Mania | 103    | 14                  | 09.06.2023       | 08.08.2025        | Gold (300.000+)        |
| I’m Good (Blue)                                           | David Guetta & Bebe Rexha                         | A: Massimo Gabutti, David Guetta, Maurizio Lobina, Philip Plested, Camille Purcell, Gianfranco Randone, Bleta Rexha P: David Guetta, Timofey Reznikov | 102    | 1                   | 02.09.2022       | 03.01.2025        | 3× Gold (600.000+)     |
| Run                                                       | Leona Lewis                                       | A: Iain Archer, Nathan Connolly, Gary Lightbody, Mark McClelland, Jonny Quinn P: Steve Robson | 100    | 3                   | 26.12.2008       | 21.03.2014        | 2× Platin (600.000+)   |
| Someone You Loved                                         | Lewis Capaldi                                     | A: Tom Barnes, Lewis Capaldi, Pete Kelleher, Benjamin Kohn, Samuel Roman P: Tom Barnes, Pete Kelleher, Benjamin Kohn | 100    | 18                  | 08.02.2019       | 07.07.2023        | Diamant (1.000.000+)   |
| Heavy Cross                                               | Gossip                                            | A: Gossip P: Rick Rubin | 97     | 2                   | 26.06.2009       | 13.01.2012        | 3× Gold (450.000+)     |
| Wellerman                                                 | Nathan Evans                                      | A: Samuel Brannan, Nathan Evans, William Graydon, Tom Hollings, Saltwives P: Saltwives | 97     | 1                   | 29.01.2021       | 20.01.2023        | 3× Gold (600.000+)     |
| Auf & ab                                                  | Montez                                            | A: Oliver Avalon, Luca Montesinos Gargallo, Tom Hengelbrock, Yannick Johannknecht, Marco Tscheschlok P: Yannick Johannknecht | 97     | 1                   | 06.08.2021       | 20.10.2023        | 2× Platin (800.000+)   |
| All of Me                                                 | John Legend                                       | A: Toby Gad, John Legend P: John Legend, Dave Tozer | 95     | 13                  | 14.02.2014       | 19.02.2016        | Diamant (1.500.000+)   |
| I Gotta Feeling                                           | The Black Eyed Peas                               | A: The Black Eyed Peas, David Guetta, Frederic Riesterer P: David Guetta | 95     | 3                   | 10.07.2009       | 03.01.2025        | 2× Platin (1.200.000+) |
| Vois sur ton chemin (Techno Mix)                          | Bennett                                           | A: Christophe Barratier, Bruno Coulais P: Bennett | 95     | 1                   | 11.08.2023       | 13.06.2025        | Platin (600.000+)      |
| For You                                                   | The Disco Boys feat. Manfred Mann’s Earth Band    | A: Bruce Springsteen P: Serhat Sakin | 93     | 17                  | 14.02.2005       | 28.05.2010        | 3× Gold (450.000+)     |
| Hulapalu                                                  | Andreas Gabalier                                  | A: Andreas Gabalier P: Mathias Roska | 93     | 13                  | 01.01.2016       | 04.03.2022        | 3× Platin (1.200.000+) |
| Mockingbird                                               | Eminem                                            | A: Marshall Mathers, Luis Resto P: Marshall Mathers, Luis Resto | 93     | 5                   | 09.05.2005       | 31.01.2025        | 5× Gold (750.000+)     |
| Shape of You                                              | Ed Sheeran                                        | A: Kevin Briggs, Kandi Burruss, Tameka Cottle, Steve Mac, Johnny McDaid, Ed Sheeran P: Steve Mac, Ed Sheeran | 91     | 1                   | 13.01.2017       | 11.01.2019        | 6× Platin (2.400.000+) |
| Where Are You Now                                         | Lost Frequencies feat. Calum Scott                | A: Sebastian Arman, Lost Frequencies, Dag Lundberg, Michael Patrick Kelly, Joacim Persson P: Lost Frequencies | 91     | 5                   | 20.08.2021       | 16.06.2023        | 3× Gold (600.000+)     |
| Ohne mein Team                                            | Bonez MC & RAF Camora feat. Maxwell               | A: Bonez MC, RAF Camora, Maxwell P: RAF Camora | 90     | 7                   | 09.09.2016       | 07.04.2023        | 4× Platin (1.600.000+) |
| As It Was                                                 | Harry Styles                                      | A: Thomas Hull, Tyler Johnson, Harry Styles P: Thomas Hull, Tyler Johnson | 90     | 1                   | 08.04.2022       | 02.08.2024        | 3× Gold (600.000+)     |
| Shivers                                                   | Ed Sheeran                                        | A: Kal Lavelle, Steve Mac, Johnny McDaid, Ed Sheeran P: Fred Gibson, Johnny McDaid, Ed Sheeran | 89     | 1                   | 17.09.2021       | 23.06.2023        | 2× Platin (800.000+)   |
| Flowers                                                   | Miley Cyrus                                       | A: Miley Cyrus, Gregory Hein, Michael Pollack P: Thomas Hull, Tyler Johnson | 89     | 1                   | 20.01.2023       | 25.10.2024        | Platin (400.000+)      |
| Driving Home for Christmas                                | Chris Rea                                         | A: Chris Rea P: Stuart Eales, Chris Rea | 89     | 3                   | 23.12.2002       | 27.12.2024        | n/a                    |
| I sing a Liad für di                                      | Andreas Gabalier                                  | A: Andreas Gabalier P: Mathias Roska | 88     | 30                  | 15.04.2011       | 17.10.2014        | 3× Gold (450.000+)     |
| Bad Habits                                                | Ed Sheeran                                        | A: Fred Gibson, Johnny McDaid, Ed Sheeran P: Fred Gibson, Johnny McDaid, Ed Sheeran | 87     | 1                   | 02.07.2021       | 14.04.2023        | 2× Platin (800.000+)   |
| Ich hass dich                                             | Nina Chuba feat. Chapo102                         | A: Flo August, Nina Kaiser, Khrome030, Jascha Schmuhl P: Flo August | 87     | 8                   | 14.10.2022       | 27.09.2024        | Platin (600.000+)      |
| Roses (Imanbek Remix)                                     | Saint Jhn / Imanbek                               | A: Saint Jhn, Lee Stashenko P: Imanbek | 86     | 3                   | 06.12.2019       | 13.08.2021        | Platin (400.000+)      |
| Das Beste                                                 | Silbermond                                        | A: Silbermond P: Ingo Politz, Bernd Wendlandt | 85     | 1                   | 20.10.2006       | 05.03.2010        | 2× Platin (600.000+)   |
| Tage wie diese                                            | Die Toten Hosen                                   | A: Campino, Birgit Minichmayr, Andreas von Holst P: Vincent Sorg, Die Toten Hosen | 85     | 1                   | 06.04.2012       | 01.08.2014        | 3× Platin (900.000+)   |
| Prada                                                     | Cassö, D-Block Europe & Raye                      | A: Ricky Banton, Obi Ebele, Uche Ebele, Rachel Keen, Jahmori Simmons, Adam Williams P: Cameron Cassels | 85     | 1                   | 18.08.2023       | 04.04.2025        | Gold (300.000+)        |
| Unwritten                                                 | Natasha Bedingfield                               | A: Natasha Bedingfield, Danielle Brisebois, Wayne Rodriguez P: Danielle Brisebois, Wayne Rodriguez | 85     | 5                   | 21.02.2005       | 15.08.2025        | Gold (150.000+)        |
| Perfect                                                   | Ed Sheeran                                        | A: Ed Sheeran P: Will Hicks, Ed Sheeran | 84     | 1                   | 10.03.2017       | 29.03.2019        | 7× Gold (1.400.000+)   |
| In the End                                                | Linkin Park                                       | A: Chester Bennington, Rob Bourdon, Brad Delson, Joseph Hahn, Mike Shinoda P: Don Gilmore | 84     | 4                   | 15.10.2001       | 15.08.2025        | 3× Platin (1.800.000+) |
| Die längste Single der Welt                               | Wolfgang Petry                                    | A: siehe Klappbox P: Wolfgang Petry, Helmuth Rüssmann - Dirk Buro - Michael Buschjan - Andy Cay - Peer Fischer - Rino Gaetano - Emmanuel Guerrero - Ralph Gusovius - Björn Håkansson - Tony Hendrik - Ulrich Hesselkamp - Reiner Hömig - Dieter Hoff - Achim Jaspert - Pit Löw - Bernd Meinunger - Kim Merz - Tim Norell - Holger Obenaus - Paul - Wolfgang Petry - Hans-Ulrich Prost - Reisch - Frank Thorsten - Jean-Pierre Valance - Karin van Haaren - Mark Weitz - Phil Yarden - Norbert Zucker | 83     | 7                   | 25.11.1996       | 22.06.1998        | 2× Platin (1.000.000+) |
| Rolling in the Deep                                       | Adele                                             | A: Adele, Paul Epworth P: Paul Epworth | 83     | 1                   | 14.01.2011       | 10.08.2012        | Platin (300.000+)      |
| Sex on Fire                                               | Kings of Leon                                     | A: Kings of Leon P: Jacquire King, Angelo Petraglia | 83     | 33                  | 26.09.2008       | 25.01.2013        | Platin (300.000+)      |
| Despacito                                                 | Luis Fonsi feat. Daddy Yankee                     | A: Erika Ender, Luis Fonsi, Daddy Yankee P: Mauricio Rengifo, Andrés Torres | 83     | 1                   | 03.02.2017       | 04.01.2019        | 9× Gold (1.800.000+)   |
| Stumblin’ In                                              | Cyril                                             | A: Michael Chapman, Nicky Chinn P: Cyril Riley | 82     | 2                   | 19.01.2024       | 15.08.2025        | Platin (600.000+)      |
| Ich will nur dass du weißt                                | SDP feat. Adel Tawil                              | A: Dag-Alexis Kopplin, Vincent Stein P: Vincent Stein | 81     | 15                  | 07.08.2015       | 07.02.2025        | 2× Platin (800.000+)   |
| Beautiful Things                                          | Benson Boone                                      | A: Evan Blair, Benson Boone, Jack LaFrantz P: Evan Blair | 81     | 1                   | 26.01.2024       | 15.08.2025        | Platin (600.000+)      |
| Dieser Weg                                                | Xavier Naidoo                                     | A: Xavier Naidoo, Philippe van Eecke P: Philippe van Eecke | 80     | 2                   | 18.11.2005       | 17.02.2012        | Gold (150.000+)        |
| Auf uns                                                   | Andreas Bourani                                   | A: Andreas Bourani, Julius Hartog, Tom Olbrich P: Jem | 80     | 1                   | 09.05.2014       | 13.11.2015        | Diamant (1.000.000+)   |
| Monster                                                   | LUM!X & Gabry Ponte                               | A: Meg & Dia P: LUM!X, Gabry Ponte | 80     | 20                  | 02.08.2019       | 30.04.2021        | Platin (400.000+)      |
| Cold Heart (Pnau Remix)                                   | Elton John & Dua Lipa / Pnau                      | A: Elton John, Andrew Meecham, Dean Meredith, Sam Littlemore, Pnau, Bernie Taupin P: Sam Littlemore, Pnau | 79     | 3                   | 20.08.2021       | 02.06.2023        | 3× Gold (600.000+)     |
| Thank You (Not So Bad)                                    | Dido, Dimitri Vegas & Like Mike, Tiësto & W&W     | A: Dido Armstrong, Paul Philip Herman P: Marlon Flohr, Willem van Hanegem, Ward van der Harst, Ralph van Hilst, Renze Michels, Like Mike, Dimitri Vegas, Tijs Verwest | 78     | 16                  | 19.01.2024       | 15.08.2025        | Platin (600.000+)      |
| Poker Face                                                | Lady Gaga                                         | A: Lady Gaga, RedOne P: Vincent Herbert, RedOne | 77     | 1                   | 06.03.2009       | 21.01.2011        | 3× Platin (900.000+)   |
| 500 PS                                                    | Bonez MC & RAF Camora                             | A: Bonez MC, RAF Camora, The Cratez P: RAF Camora, The Cratez | 77     | 1                   | 10.08.2018       | 14.02.2020        | Diamant (1.000.000+)   |
| Lose Control                                              | Teddy Swims                                       | A: Julian Bunetta, Joshua Coleman, Jaten Dimsdale, Mikky Ekko, Marco Rodriguez P: Julian Bunetta | 77     | 6                   | 19.01.2024       | 11.07.2025        | Gold (300.000+)        |
| I See Fire                                                | Ed Sheeran                                        | A: Ed Sheeran P: Pete Cobbin, Ed Sheeran | 76     | 2                   | 20.12.2013       | 26.06.2015        | 4× Platin (1.200.000+) |
| Breaking Me                                               | Topic feat. A7S                                   | A: Molly Irvine, Rene Miller, Alexander Tidebrink, Tobias Topić P: Tobias Topić | 76     | 3                   | 10.01.2020       | 25.06.2021        | Platin (400.000+)      |
| Greedy                                                    | Tate McRae                                        | A: Amy Allen, Jasper Harris, Tate McRae, Ryan Tedder P: Jasper Harris, Tate McRae, Ryan Tedder | 76     | 2                   | 22.09.2023       | 27.06.2025        | Platin (600.000+)      |
| Ms. Jackson                                               | Pashanim                                          | A: Can Bayram, Leon Kirschnek, Sebastian König Salom, Aris Pehlivanian P: Leon Kirschnek, Sebastian König Salom, Aris Pehlivanian | 76     | 3                   | 01.09.2023       | 04.07.2025        | Platin (600.000+)      |
| Waka Waka (This Time for Africa)                          | Shakira feat. Freshlyground                       | A: Freshlyground, Golden Sounds, John Hill, Shakira P: John Hill, Shakira | 75     | 1                   | 28.05.2010       | 05.07.2013        | 5× Gold (750.000+)     |
| Ride It                                                   | Regard                                            | A: Alan Sampson, Jay Sean P: Regard | 75     | 4                   | 27.09.2019       | 18.06.2021        | 2× Platin (800.000+)   |
| Do They Know It’s Christmas?                              | Band Aid                                          | A: Bob Geldof, Midge Ure P: Trevor Horn, Midge Ure | 75     | 1                   | 24.12.1984       | 27.12.2024        | Gold (250.000+)        |
| 9 bis 9                                                   | Sira feat. Badchieff & Bausa                      | A: Shivan Darouiche, Leon Kirschnek, Julian Otto, Aris Pehlivanian P: Leon Kirschnek, Aris Pehlivanian | 75     | 1                   | 12.05.2023       | 24.01.2025        | Platin (600.000+)      |
| Head & Heart                                              | Joel Corry feat. MNEK                             | A: Neave Applebaum, Joel Corry, John Courtidis, Dan Dare, Robert Harvey, Leo Kalyan, MNEK, Lewis Thompson P: Joel Corry, Kolidescopes, New Levels | 74     | 4                   | 24.07.2020       | 18.02.2022        | 3× Gold (600.000+)     |
| Fairytale Gone Bad                                        | Sunrise Avenue                                    | A: Jukka Backlund, Samu Haber P: Jukka Backlund | 73     | 3                   | 25.08.2006       | 15.11.2013        | Platin (300.000+)      |
| Pepas                                                     | Farruko                                           | A: Andy Bauza, Víctor Cárdenas, Farruko, José Carlos García, Ghetto, Juan Manuel Gómez, K4G, Franklin Martinez, Sharo Towers P: Víctor Cárdenas, Ghetto, Iamchino, K4G, Sharo Towers | 73     | 11                  | 10.09.2021       | 17.03.2023        | 3× Gold (600.000+)     |
| Anti-Hero                                                 | Taylor Swift                                      | A: Jack Antonoff, Taylor Swift P: Jack Antonoff, Taylor Swift | 73     | 7                   | 28.10.2022       | 02.08.2024        | Platin (600.000+)      |
| Feliz Navidad                                             | José Feliciano                                    | A: José Feliciano P: Rick Jarrad | 73     | 7                   | 21.12.2007       | 27.12.2024        | Platin (500.000+)      |
| Viva la Vida                                              | Coldplay                                          | A: Guy Berryman, Jonny Buckland, Will Champion, Chris Martin P: Markus Dravs, Brian Eno, Rik Simpson | 73     | 5                   | 08.08.2008       | 04.04.2025        | 3× Platin (900.000+)   |
| Stay                                                      | The Kid Laroi & Justin Bieber                     | A: Justin Bieber, Isaac de Boni, Omer Fedi, Magnus Høiberg, Charlton Howard, Michael Mulé, Charlie Puth, Subhaan Rahmaan, Blake Slatkin P: Omer Fedi, Magnus Høiberg, Charlie Puth, Blake Slatkin | 72     | 1                   | 16.07.2021       | 06.01.2023        | Gold (200.000+)        |
| I Like the Way You Kiss Me                                | Artemas                                           | A: Toby Daintree, Artemas Diamandis, Jesse Fink, Kevin White P: Toby Daintree, Kevin White | 72     | 1                   | 29.03.2024       | 15.08.2025        | Platin (600.000+)      |
| Empire State of Mind                                      | Jay-Z feat. Alicia Keys                           | A: Angela Hunte, Jay-Z, Burt Keyes, Alicia Keys, Sylvia Robinson, Janet Sewell, Alexander Shuckburgh P: Al Shux | 71     | 11                  | 27.11.2009       | 04.04.2014        | Platin (300.000+)      |
| In My Mind                                                | Dynoro feat. Gigi D’Agostino                      | A: Gigi D’Agostino, Aden Forte, Ivan Gough, Georgina Kingsley, Diego Leoni, Carlo Montagner, Paolo Sandrini, Joshua Soon P: Edvinas Pechovskis, Daumantas Vinkevicius | 71     | 1                   | 15.06.2018       | 10.01.2020        | Diamant (1.000.000+)   |
| Push Up                                                   | Creeds                                            | A: Willy Cardiak P: Willy Cardiak | 71     | 6                   | 14.04.2023       | 06.09.2024        | Gold (300.000+)        |
| Memories                                                  | David Guetta feat. Kid Cudi                       | A: David Guetta, Kid Cudi, Frédéric Riesterer P: David Guetta | 71     | 6                   | 05.03.2010       | 03.01.2025        | 3× Platin (900.000+)   |
| Numb                                                      | Linkin Park                                       | A: Chester Bennington, Rob Bourdon, Brad Delson, Dave Farrell, Joseph Hahn, Mike Shinoda P: Don Gilmore | 71     | 13                  | 29.09.2003       | 15.08.2025        | 7× Gold (1.050.000+)   |
| Haus am See                                               | Peter Fox                                         | A: Pierre Baigorry, David Conen, Vincent Graf von Schlippenbach, Miss Platnum P: Pierre Baigorry, Dirk Berger, David Conen, Vincent Graf von Schlippenbach | 70     | 8                   | 31.10.2008       | 20.08.2010        | 5× Gold (750.000+)     |
| Das geht ab! (wir feiern die ganze Nacht)                 | Die Atzen                                         | A: Die Atzen, Thomas Christian Jene P: Evil Hectorr | 70     | 8                   | 17.04.2009       | 14.01.2011        | Platin (300.000+)      |
| Friday (Dopamine Re-Edit)                                 | Riton & Nightcrawlers feat. Mufasa & Hypeman      | A: Nightcrawlers P: The Invisible Men, Riton | 70     | 3                   | 19.02.2021       | 24.06.2022        | 3× Gold (600.000+)     |
| Mangos mit Chili                                          | Nina Chuba                                        | A: Wanja Bierbaum, Michael Burek, Justin Fröhlich, Yannick Johannknecht, Nina Kaiser, Dogukan Yoltay P: Michael Burek, Dogukan Yoltay | 70     | 4                   | 10.02.2023       | 16.08.2024        | Platin (600.000+)      |
| Jim, Jonny, Jonas                                         | Hula Hawaiian Quartett                            | A: Johnny Bond, Heinz Gietz P: n/a | 69     | 1                   | 01.09.1954       | 01.12.1955        | n/a                    |
| Love Tonight                                              | Shouse                                            | A: Shouse P: Shouse | 69     | 4                   | 25.06.2021       | 06.01.2023        | Platin (400.000+)      |
| Powerade                                                  | BHZ & Ion Miles feat. SiraOne                     | A: Benjamin Goldwasser, Aris Pehlivanian, Ion Miles, Andrew VanWyngarden P: SiraOne | 69     | 2                   | 29.04.2022       | 08.09.2023        | Platin (400.000+)      |
| Sehnsucht                                                 | T-Low & Miksu/Macloud                             | A: Joshua Allery, Laurin Auth, Barsky, Sizzy, T-Low P: Joshua Allery, Laurin Auth | 69     | 1                   | 11.03.2022       | 29.09.2023        | Platin (400.000+)      |
| Belong Together                                           | Mark Ambor                                        | A: Mark Damboragian P: Mark Damboragian | 69     | 7                   | 22.03.2024       | 18.07.2025        | Gold (300.000+)        |
| Lean On                                                   | Major Lazer & DJ Snake feat. MØ                   | A: Martin Bresso, Philip Meckseper, MØ, Wesley Pentz, DJ Snake P: Diplo, DJ Snake | 68     | 4                   | 20.03.2015       | 24.06.2016        | 2× Platin (800.000+)   |
| The Business                                              | Tiësto                                            | A: James Bell II, Julia Karlsson, Anton Rundberg, Tijs Verwest P: Hightower, Tijs Verwest | 68     | 3                   | 06.11.2020       | 25.03.2022        | Platin (400.000+)      |
| Espresso                                                  | Sabrina Carpenter                                 | A: Amy Allen, Julian Bunetta, Sabrina Carpenter, Steph Jones P: Julian Bunetta | 68     | 1                   | 26.04.2024       | 15.08.2025        | Gold (300.000+)        |
| Wunder                                                    | Ayliva feat. Apache 207                           | A: Elif Akar, Berken Dogan, Oliver Melchers, Thomas Riese, Volkan Yaman P: Berken Dogan, Oliver Melchers, Thomas Riese | 68     | 1                   | 03.05.2024       | 15.08.2025        | Gold (300.000+)        |
| Mood                                                      | 24kGoldn feat. Iann Dior                          | A: 24kGoldn, Keegan Bach, Iann Dior, Omer Fedi, Blake Slatkin P: Omer Fedi, KBeazy, Blake Slatkin | 67     | 1                   | 28.08.2020       | 18.02.2022        | 3× Gold (600.000+)     |
| Sommergewitter                                            | Pashanim                                          | A: Can Bayram, Andreas Janetschko P: Andreas Janetschko | 67     | 1                   | 02.07.2021       | 14.07.2023        | 3× Gold (600.000+)     |
| Breaking Your Heart                                       | Apache 207                                        | A: Kristoffer Eriksson, Lennard Oestmann, Volkan Yaman P: Lennard Oestmann, Pascal Reinhardt | 67     | 3                   | 07.04.2023       | 06.09.2024        | Platin (600.000+)      |
| Einmal um die Welt                                        | Cro                                               | A: Simon den Hartog, Dominic Lorberg, Gordian Scholz, Michael Schürmann, Arne Schult, Carlo Waibel P: Simon den Hartog, Dominic Lorberg, Gordian Scholz, Michael Schürmann, Arne Schult, Carlo Waibel | 67     | 8                   | 20.07.2012       | 20.06.2025        | 3× Gold (450.000+)     |
| Austin                                                    | Dasha                                             | A: Cheyenne Arnspiger, Kenneth Heidelman, Anna Novotny, Adam Wendler P: Travis Heidelman | 67     | 12                  | 22.03.2024       | 04.07.2025        | Gold (300.000+)        |
| Vom selben Stern                                          | Ich + Ich                                         | A: Florian Fischer, Annette Humpe, Sebastian Kirchner, Adel Tawil P: Florian Fischer, Annette Humpe, Sebastian Kirchner, Adel Tawil | 66     | 3                   | 29.06.2007       | 25.12.2009        | Platin (300.000+)      |
| Chasing Cars                                              | Snow Patrol                                       | A: Snow Patrol P: Jacknife Lee | 66     | 8                   | 10.11.2006       | 22.02.2013        | 2× Platin (600.000+)   |
| Bad Guy                                                   | Billie Eilish                                     | A: Billie Eilish O’Connell, Finneas O’Connell P: Finneas O’Connell | 66     | 4                   | 05.04.2019       | 08.01.2021        | 2× Platin (800.000+)   |
| Mädchen auf dem Pferd                                     | Luca-Dante Spadafora, Niklas Dee & Octavian       | A: Daniel Faust, Peter Plate, Ulf Leo Sommer P: Niklas Dichtl, Luca-Dante Spadafora | 66     | 1                   | 09.06.2023       | 07.03.2025        | Gold (300.000+)        |
| Mama hat gesagt                                           | SDP feat. Sido & Esther Graf                      | A: Thilo Brandt, Esther Graf, Robin Haefs, Dag-Alexis Kopplin, Vincent Stein, Paul Würdig P: Vincent Stein | 66     | 3                   | 10.05.2024       | 15.08.2025        | Gold (300.000+)        |
| Infinity 2008                                             | Guru Josh Project                                 | A: Guru Josh P: Guru Josh Project | 65     | 4                   | 04.07.2008       | 08.06.2012        | Gold (150.000+)        |
| Radioactive                                               | Imagine Dragons                                   | A: Alex da Kid, Ben McKee, Josh Mosser, Dan Reynolds, Wayne Sermon P: Alex da Kid | 65     | 4                   | 15.02.2013       | 21.11.2014        | Diamant (1.000.000+)   |
| Au revoir                                                 | Mark Forster feat. Sido                           | A: Mark Forster, Ralf Christian Mayer, Daniel Nitt, Philipp Steinke, Paul Würdig P: Mark Forster, Ralf Christian Mayer, Daniel Nitt | 65     | 2                   | 23.05.2014       | 11.09.2015        | Diamant (1.000.000+)   |
| Was du Liebe nennst                                       | Bausa                                             | A: David Kraft, Julian Otto, Paul Spurny, Martin Peter Willumeit, Tim Wilke P: David Kraft, Jugglerz, Tim Wilke | 65     | 1                   | 06.10.2017       | 25.01.2019        | 4× Platin (1.600.000+) |
| Calm Down                                                 | Rema                                              | A: Divine Ikubor, Andre Vibez P: Michael Hunter, Andre Vibez | 65     | 15                  | 02.09.2022       | 05.01.2024        | Gold (200.000+)        |
| Danza Kuduro                                              | Don Omar feat. Lucenzo                            | A: Faouze Barkati, Cyril Govic, Ali Moore, Filipe Oliveira, Alexander Scander, Fabrice Toigo P: Faouze Barkati, Fabrice Toigo | 65     | 1                   | 01.07.2011       | 04.07.2025        | 7× Gold (1.050.000+)   |
| Ein Kompliment                                            | Sportfreunde Stiller                              | A: Sportfreunde Stiller P: Uwe Hoffmann | 64     | 6                   | 18.03.2002       | 07.06.2013        | 3× Gold (750.000+)     |
| Are You with Me                                           | Lost Frequencies                                  | A: Tommy Lee James, Shane McAnally, Terry McBride P: Lost Frequencies | 64     | 1                   | 06.02.2015       | 15.04.2016        | Diamant (1.000.000+)   |
| Snap                                                      | Rosa Linn                                         | A: Allie Crystal, Jeremy Dussolliet, Courtney Harrell, Tamar Kaprelian, Rosa Linn, Larzz Principato P: Larzz Principato, Alex Salibian, Ethan Schneiderman | 64     | 8                   | 15.07.2022       | 27.10.2023        | Platin (400.000+)      |
| Layla                                                     | DJ Robin & Schürze                                | A: Dennis Geist, DJ Robin, Schürze, Thomas Wendt P: Matthias Distel, Dennis Geist, Dominik de Leon, Thomas Wendt | 64     | 1                   | 20.05.2022       | 05.07.2024        | 3× Gold (600.000+)     |
| Schiwago-Melodie (Lara’s Theme)                           | Maurice Jarre                                     | A: Maurice Jarre P: Maurice Jarre | 63     | 4                   | 15.11.1966       | 01.03.1968        | n/a                    |
| Rock Around the Clock                                     | Bill Haley & His Comets                           | A: Jimmy DeKnight, Max C. Freedman P: Milt Gabler | 63     | 1                   | 01.11.1955       | 01.08.1968        | Platin (1.000.000+)    |
| Some Say                                                  | Nea                                               | A: Bryn Christopher, Massimo Gabutti, Hitimpulse, Jeffrey Jey, Vincent Kottkamp, Maury Lobina, Nea P: Hitimpulse, Vincent Kottkamp | 63     | 15                  | 31.01.2020       | 30.04.2021        | Platin (400.000+)      |
| Monsta                                                    | Culcha Candela                                    | A: Culcha Candela, Jan Krouzilek, Simon Müller-Lerch, Paul Neumann, Marek Pompetzki P: Don Krutscho | 63     | 3                   | 06.11.2009       | 15.07.2022        | 3× Gold (450.000+)     |
| Belly Dancer                                              | BYOR & Imanbek                                    | A: Akon, Lynval Golding, Terry Hall, Neville Staples P: BYOR, Imanbek, Timur Shafiev | 63     | 7                   | 29.04.2022       | 05.01.2024        | Platin (400.000+)      |
| Ferrari                                                   | James Hype & Miggy Dela Rosa                      | A: Michele Carmine, Sean Combs, Joshua Grimmett, Chauncey Hawkins, Michael Jones, James Marsland, Frank Romano, Johannes Shore, Taurian Shropshire, Mario Winans P: James Hype | 63     | 4                   | 03.06.2022       | 05.01.2024        | Platin (400.000+)      |
| Birds of a Feather                                        | Billie Eilish                                     | A: Billie Eilish O’Connell, Finneas O’Connell P: Finneas O’Connell | 63     | 4                   | 07.06.2024       | 15.08.2025        | Gold (300.000+)        |
| I Follow Rivers                                           | Lykke Li                                          | A: Lykke Li, Rick Nowels, Björn Yttling P: Björn Yttling | 62     | 1                   | 01.06.2012       | 23.08.2013        | 5× Gold (750.000+)     |
| Thrift Shop                                               | Macklemore & Ryan Lewis feat. Wanz                | A: Macklemore, Ryan Lewis P: Ryan Lewis | 62     | 2                   | 21.09.2012       | 14.11.2014        | 3× Gold (450.000+)     |
| Willst du                                                 | Alligatoah                                        | A: Alligatoah P: Alligatoah | 62     | 14                  | 16.08.2013       | 06.02.2015        | Diamant (1.000.000+)   |
| Happy                                                     | Pharrell Williams                                 | A: Pharrell Williams P: Pharrell Williams | 62     | 1                   | 27.12.2013       | 27.03.2015        | 9× Gold (1.350.000+)   |
| Take Me to Church                                         | Hozier                                            | A: Hozier P: Hozier, Rob Kirwan | 62     | 2                   | 01.08.2014       | 25.09.2015        | 7× Gold (1.050.000+)   |
| Die immer lacht                                           | Stereoact feat. Kerstin Ott                       | A: Kerstin Ott P: Stereoact | 62     | 2                   | 01.01.2016       | 03.03.2017        | 3× Platin (1.200.000+) |
| Wake Me Up                                                | Avicii & Aloe Blacc                               | A: Avicii, Aloe Blacc, Mike Einziger, Aileen Quinn P: Avicii, Ash Pournouri | 62     | 1                   | 05.07.2013       | 11.05.2018        | 4× Platin (1.200.000+) |
| A Bar Song (Tipsy)                                        | Shaboozey                                         | A: Sean Cook, Jerrell Jones, Joe Kent, Collins Chibueze, Nevin Sastry, Mark Williams P: Sean Cook, Nevin Sastry | 62     | 14                  | 07.06.2024       | 15.08.2025        | n/a                    |
| Ave Maria no morro                                        | Trio San José                                     | A: Herivelto Martins P: n/a | 61     | 17                  | 01.03.1959       | 01.06.1960        | n/a                    |
| Somewhere over the Rainbow / What a Wonderful World       | Israel Kamakawiwoʻole                             | A: Harold Arlen, George Douglas, E. Y. Harburg, George David Weiss P: Israel Kamakawiwoʻole, Jon de Mello | 61     | 1                   | 17.09.2010       | 23.03.2012        | 2× Platin (600.000+)   |
| Somebody That I Used to Know                              | Gotye feat. Kimbra                                | A: Luiz Bonfá, Gotye P: Gotye | 61     | 1                   | 02.12.2011       | 12.07.2013        | 3× Platin (900.000+)   |
| Don’t Let Me Down                                         | The Chainsmokers feat. Daya                       | A: Scott Harris, Andrew Taggart, Emily Warren P: The Chainsmokers | 61     | 6                   | 11.03.2016       | 05.05.2017        | Diamant (1.000.000+)   |
| So soll es bleiben                                        | Ich + Ich                                         | A: Annette Humpe P: Florian Fischer, Annette Humpe, Sebastian Kirchner, Adel Tawil | 60     | 3                   | 18.04.2008       | 25.12.2009        | Platin (300.000+)      |
| Sexy Bitch                                                | David Guetta feat. Akon                           | A: Akon, David Guetta, Jean Claude Sindres, Giorgio Tuinfort, Sandy Vee P: David Guetta | 60     | 1                   | 14.08.2009       | 26.11.2010        | Platin (300.000+)      |
| Glow                                                      | Madcon                                            | A: Hitesh Ceon, Madcon, Kim Ofstad P: Hitesh Ceon, Kim Ofstad | 60     | 4                   | 18.06.2010       | 11.11.2011        | Platin (300.000+)      |
| Set Fire to the Rain                                      | Adele                                             | A: Adele, Fraser T. Smith P: Fraser T. Smith | 60     | 6                   | 08.04.2011       | 25.05.2012        | Platin (300.000+)      |
| Let Her Go                                                | Passenger                                         | A: Mike Rosenberg P: Mike Rosenberg, Chris Vallejo | 60     | 1                   | 01.02.2013       | 11.04.2014        | Platin (300.000+)      |
| Stolen Dance                                              | Milky Chance                                      | A: Milky Chance P: Milky Chance | 60     | 2                   | 09.08.2013       | 31.10.2014        | Platin (300.000+)      |
| Faded                                                     | Alan Walker & Iselin Solheim                      | A: Jesper Borgen, Anders Frøen, Gunnar Greve Pettersen, Alan Walker P: Jesper Borgen, Anders Frøen, Alan Walker | 60     | 1                   | 15.01.2016       | 03.03.2017        | Diamant (1.000.000+)   |
| Levels                                                    | Avicii                                            | A: Avicii, Etta James, Leroy Kirkland, Ash Pournouri, Pearl Woods P: Avicii | 60     | 6                   | 18.11.2011       | 04.05.2018        | 3× Platin (900.000+)   |
| Good 4 U                                                  | Olivia Rodrigo                                    | A: Josh Farro, Daniel Nigro, Olivia Rodrigo, Hayley Williams P: Daniel Nigro | 60     | 1                   | 21.05.2021       | 08.07.2022        | Platin (400.000+)      |
| Blaues Licht                                              | RAF Camora feat. Bonez MC                         | A: Bonez MC, The Cratez, Massimo Gabutti, Jeffrey Jey, Maury Lobina, RAF Camora, The Royals P: The Cratez, Massimo Gabutti, Jeffrey Jey, Maury Lobina, The Royals | 60     | 1                   | 30.07.2021       | 07.04.2023        | Platin (400.000+)      |
| Move                                                      | Adam Port & Stryv feat. Malachiii                 | A: Hamid Bashir, Malachi Cohen, Adam Polaszek P: Hamid Bashir, Adam Polaszek | 60     | 3                   | 21.06.2024       | 15.08.2025        | n/a                    |
| Wovon sollen wir träumen                                  | Frida Gold                                        | A: Bosse, Julian Cassel, Alina Süggeler, Andreas Weizel P: Alina Süggeler, Andreas Weizel | 59     | 19                  | 15.04.2011       | 25.05.2012        | Gold (150.000+)        |
| Alors on danse                                            | Stromae                                           | A: Stromae P: Dimitri Borrey, Mosaert | 59     | 1                   | 12.02.2010       | 18.10.2013        | 7× Gold (1.050.000+)   |
| Apologize                                                 | Timbaland pres. OneRepublic                       | A: Ryan Tedder, Timbaland P: Ryan Tedder, Greg Wells | 59     | 1                   | 23.11.2007       | 25.10.2013        | 2× Platin (600.000+)   |
| Küss mich, halt mich, lieb mich                           | Ella Endlich                                      | A: Marc Hiller, Karel Svoboda, Vladimir Kocandrle P: Frank Kretschmer, Thomas Remm | 59     | 12                  | 11.12.2009       | 26.12.2014        | Gold (150.000+)        |
| Waves (Robin Schulz Remix)                                | Mr. Probz / Robin Schulz                          | A: Mr. Probz P: Mr. Probz | 59     | 1                   | 31.01.2014       | 10.04.2015        | Diamant (1.000.000+)   |
| Prayer in C (Robin Schulz Remix)                          | Lilly Wood & the Prick & Robin Schulz             | A: Lilly Wood & the Prick P: Robin Schulz | 59     | 1                   | 20.06.2014       | 24.07.2015        | Diamant (1.000.000+)   |
| Photograph                                                | Ed Sheeran                                        | A: Martin Harrington, Thomas Leonard, Johnny McDaid, Ed Sheeran P: Jeff Bhasker | 59     | 4                   | 04.07.2014       | 13.01.2017        | Diamant (1.000.000+)   |
| Acapulco                                                  | Jason Derulo                                      | A: Jason Derulo, Will Lansley, Madison Love, John Morgan, Saltwives, Henry Tucker P: Punctual, Saltwives | 59     | 18                  | 01.10.2021       | 06.01.2023        | Platin (400.000+)      |
| Vermissen                                                 | Juju feat. Henning May                            | A: Juju, Henning May P: Krutsch | 59     | 1                   | 10.05.2019       | 27.01.2023        | Platin (400.000+)      |
| Lay Low                                                   | Tiësto                                            | A: Mikkel Christiansen, Dag Holtan-Hartwig, Halvor Folstad, Erik Smaaland, Niklas Strandbraten, Tijs Verwest P: Mikkel Christiansen, Tom Dekkers, Niklas Strandbraten, Tijs Verwest | 59     | 10                  | 17.02.2023       | 05.04.2024        | Gold (200.000+)        |
| Don’t Stop Believin’                                      | Journey                                           | A: Jonathan Cain, Steve Perry, Neal Schon P: Kevin Elson, Mike Stone | 59     | 32                  | 06.01.2023       | 15.08.2025        | 2× Platin (1.200.000+) |
| Mittelmeer                                                | Pashanim                                          | A: Can Bayram, Andreas Janetschko, Slim Pharaoh P: Andreas Janetschko, Slim Pharaoh | 59     | 1                   | 31.05.2024       | 15.08.2025        | Gold (300.000+)        |
| Wenn nicht jetzt, wann dann?                              | Höhner                                            | A: Norbert Böll, Jan-Peter Fröhlich, Henning Krautmacher, Hannes Schöner, Jens Streifling P: Krutsch | 58     | 1                   | 16.02.2007       | 26.02.2010        | Platin (300.000+)      |
| Das rote Pferd                                            | Markus Becker feat. Mallorca Cowboys              | A: Marguerite Monnot, Georges Moustaki P: Xtreme Sound | 58     | 4                   | 10.08.2007       | 18.03.2011        | Gold (150.000+)        |
| Ma Chérie                                                 | DJ Antoine feat. The Beat Shakers                 | A: DJ Antoine, Boris Krstajic, Danica Krstajic, Mad Mark, Maurizio Pozzi P: DJ Antoine, Mad Mark | 58     | 6                   | 16.09.2011       | 11.01.2013        | 2× Platin (600.000+)   |
| Don’t Gimme That                                          | The BossHoss                                      | A: Charles Bobbitt, Hoss Power P: Hoss Power | 58     | 8                   | 25.11.2011       | 22.11.2013        | Platin (300.000+)      |
| Shallow                                                   | Lady Gaga & Bradley Cooper                        | A: Lady Gaga, Mark Ronson, Anthony Rossomando, Andrew Wyatt P: Lady Gaga, Benjamin Rice | 58     | 4                   | 05.10.2018       | 19.02.2021        | Platin (400.000+)      |
| Head Shoulders Knees & Toes                               | Ofenbach & Quarterhead feat. Norma Jean Martine   | A: Tim Deal, Norma Jean Martine, Ofenbach, Quarterhead P: César Laurent de Rummel | 58     | 6                   | 07.08.2020       | 07.01.2022        | Platin (400.000+)      |
| Get Lucky                                                 | Daft Punk feat. Pharrell Williams                 | A: Daft Punk, Nile Rodgers, Pharrell Williams P: Daft Punk | 58     | 1                   | 03.05.2013       | 22.04.2022        | 5× Gold (750.000+)     |
| Your Love (9PM)                                           | atb, Topic & A7S                                  | A: André Tanneberger, Alexander Tidebrink, Tobias Topić P: Rudi Dittmann, André Tanneberger, Tobias Topić | 58     | 6                   | 22.01.2021       | 22.04.2022        | Gold (200.000+)        |
| Party Sahne                                               | Ski Aggu                                          | A: Joakim Ahlund, August Diederich, Enzo Lachat, Eric Spannuth P: Enzo Lachat, Eric Spannuth | 58     | 32                  | 14.10.2022       | 12.01.2024        | Gold (200.000+)        |
| Zukunft Pink                                              | Peter Fox feat. Inéz                              | A: Pierre Baigorry, David Conen, Vincent Graf von Schlippenbach, Jakob Grunert, Charles Josek, Guy Josek, Louis Josek, Torsten Schroth P: Pierre Baigorry, Dirk Berger, David Conen, Vincent Graf von Schlippenbach | 58     | 1                   | 28.10.2022       | 12.01.2024        | Platin (400.000+)      |
| Sie weiß                                                  | Ayliva feat. Mero                                 | A: Elif Akar, Mehmet Eroglue, Samuele Frijo, Kai Kotucz, Thomas Riese, Enes Meral P: Mehmet Eroglue, Samuele Frijo, Kai Kotucz, Thomas Riese | 58     | 1                   | 13.01.2023       | 23.02.2024        | Gold (200.000+)        |
| Baby Don’t Hurt Me                                        | Anne-Marie, David Guetta & Coi Leray              | A: Coi Leray Collins, Mikkel Cox, Feli Ferraro, Tobias Frederiksen, David Guetta, Tony Hendrik, Akil King, Steve Mac, Johnny McDaid, Anne-Marie Nicholson, Ed Sheeran, Junior Torello P: Johnny Goldstein, Toby Green, David Guetta, Mike Hawkins | 58     | 9                   | 14.04.2023       | 06.09.2024        | Gold (300.000+)        |
| Party Rock Anthem                                         | LMFAO feat. GoonRock & Lauren Bennett             | A: GoonRock, LMFAO, Peter Schroeder P: Party Rock | 57     | 1                   | 13.05.2011       | 16.08.2013        | 2× Platin (600.000+)   |
| Cheerleader (Felix Jaehn Remix)                           | Omi / Felix Jaehn                                 | A: Mark Bradford, Clifton Dillon, Ryan Dillon, Sly Dunbar, Omi P: Clifton Dillon, Omi | 57     | 1                   | 09.01.2015       | 29.01.2016        | 4× Platin (1.200.000+) |
| Firestone                                                 | Kygo feat. Conrad Sewell                          | A: Kygo, Conrad Sewell P: Kygo | 57     | 3                   | 09.01.2015       | 29.01.2016        | Platin (400.000+)      |
| Body                                                      | Loud Luxury feat. Brando                          | A: Cassio Lopes, Loud Luxury, Marlon McClain P: Loud Luxury | 57     | 7                   | 01.06.2018       | 28.06.2019        | 3× Gold (600.000+)     |
| Kings & Queens                                            | Ava Max                                           | A: Ava Max, Hillary Bernstein, Mimoza Blinson, Desmond Child, Jakke Erixson, Madison Love, Brett McLaughlin, RedOne, Henry Walter P: Cirkut, RedOne | 57     | 16                  | 20.03.2020       | 30.04.2021        | Platin (400.000+)      |
| Remedy                                                    | Leony                                             | A: Mark Becker, Leony, Vitali Zestovskih P: Mark Becker, Vitali Zestovskih | 57     | 5                   | 18.02.2022       | 28.04.2023        | Platin (400.000+)      |
| This Is the Life                                          | Amy Macdonald                                     | A: Amy Macdonald P: Pete Wilkinson | 57     | 2                   | 01.08.2008       | 12.05.2023        | 5× Gold (750.000+)     |
| Beautiful Girl                                            | Luciano                                           | A: Gennaro Frenken, Luciano, Dennis Opoku P: Gennaro Frenken, Dennis Opoku | 57     | 1                   | 06.05.2022       | 09.06.2023        | 3× Gold (600.000+)     |
| Heimweh (Dort, wo die Blumen blüh’n)                      | Freddy Quinn                                      | A: Ernst Bader, Richard Dehr, Terry Gilkyson, Frank Miller, Dieter Rasc, P: Lotar Olias | 56     | 1                   | 01.04.1956       | 01.06.1957        | 2× Platin (2.000.000+) |
| Drei weiße Birken                                         | Hellberg-Duo / Monika & Peter / Rosner Duo        | A: Peter Kägbein, Paul Lemberg P: n/a | 56     | 8                   | 01.03.1961       | 01.03.1962        | n/a                    |
| Schöne Maid                                               | Tony Marshall                                     | A: Jack White P: Jack White | 56     | 3                   | 14.06.1971       | 03.07.1972        | Gold (500.000+)        |
| Lebt denn dr alte Holzmichl noch?                         | De Randfichten                                    | A: Michael Rostig, Thomas Unger P: Hermann Weindorf | 56     | 3                   | 16.02.2004       | 07.03.2005        | 3× Gold (450.000+)     |
| Welcome to St. Tropez                                     | DJ Antoine vs. Timati feat. Kalenna               | A: DJ Antoine, Kalenna, Mad Mark, Timati P: Timati, M. Yushkov | 56     | 3                   | 08.04.2011       | 18.05.2012        | 3× Gold (450.000+)     |
| Call Me Maybe                                             | Carly Rae Jepsen                                  | A: Tavish Crowe, Carly Rae Jepsen, Josh Ramsay P: Josh Ramsay | 56     | 3                   | 11.05.2012       | 23.08.2013        | 5× Gold (750.000+)     |
| Hollywood Hills                                           | Sunrise Avenue                                    | A: Samu Haber P: Jukka Immonen | 56     | 3                   | 25.02.2011       | 29.11.2013        | 3× Gold (450.000+)     |
| Animals                                                   | Martin Garrix                                     | A: Martin Garrix P: Martin Garrix | 56     | 4                   | 16.08.2013       | 05.09.2014        | Platin (300.000+)      |
| Rather Be                                                 | Clean Bandit feat. Jess Glynne                    | A: Grace Chatto, Nicole Marshall, James Napier, Jack Patterson P: Grace Chatto, Jack Patterson | 56     | 1                   | 14.02.2014       | 13.03.2015        | 3× Gold (450.000+)     |
| UpTown Funk!                                              | Mark Ronson feat. Bruno Mars                      | A: Jeff Bhasker, Devon Christopher Gallaspy, Philip Lawrence, Bruno Mars, Mark Ronson, Lonnie Simmons, Rudolph Taylor, Trinidad James, Robert-, Ronnie Wilson P: Jeff Bhasker, Bruno Mars, Mark Ronson | 56     | 3                   | 05.12.2014       | 04.03.2016        | Platin (400.000+)      |
| Unter meiner Haut                                         | Gestört aber geil & Koby Funk feat. Wincent Weiss | A: Elif Demirezer, Philipp Schardt, Tom Olbrich P: Gestört aber geil, Koby Funk | 56     | 6                   | 03.04.2015       | 06.05.2016        | 3× Gold (600.000+)     |
| Ain’t Nobody (Loves Me Better)                            | Felix Jaehn feat. Jasmine Thompson                | A: Hawk Wolinski P: Felix Jaehn | 56     | 1                   | 17.04.2015       | 06.05.2016        | Diamant (1.000.000+)   |
| Geiles Leben                                              | Glasperlenspiel                                   | A: Philipp Albinger, Biztram, Glasperlenspiel, Philipp Klemz, Christian Raab, Peter Stanowsky P: Philipp Albinger, Johannes Burger, Kilian Wilke | 56     | 2                   | 28.08.2015       | 06.01.2017        | Diamant (1.000.000+)   |
| Übermorgen                                                | Mark Forster                                      | A: Beatzarre, Jan Philipp Bednorz, Biztram, Djorkaeff, Mark Forster, Ralf Christian Mayer, Daniel Nitt P: Beatzarre, Jan Philipp Bednorz, Biztram, Djorkaeff, Mark Forster, Ralf Christian Mayer, Daniel Nitt | 56     | 7                   | 08.05.2020       | 28.05.2021        | Gold (200.000+)        |
| Alles neu                                                 | Peter Fox                                         | A: Pierre Baigorry, David Conen, Vincent Graf von Schlippenbach P: Pierre Baigorry, Dirk Berger, David Conen, Vincent Graf von Schlippenbach | 56     | 4                   | 29.08.2008       | 25.11.2022        | 5× Gold (750.000+)     |
| Cruel Summer                                              | Taylor Swift                                      | A: Jack Antonoff, Annie Clark, Taylor Swift P: Jack Antonoff, Taylor Swift | 56     | 15                  | 07.07.2023       | 13.09.2024        | Gold (300.000+)        |
| Blurred Lines                                             | Robin Thicke feat. T.I. & Pharrell Williams       | A: Marvin Gaye, T.I., Robin Thicke, Pharrell Williams P: Pharrell Williams | 55     | 1                   | 26.04.2013       | 09.05.2014        | 4× Platin (1.200.000+) |
| Sugar                                                     | Robin Schulz feat. Francesco Yates                | A: Baby Bash, Frankie J, Junkx, Robin Schulz, Francesco Yates P: Junkx, Robin Schulz | 55     | 1                   | 24.07.2015       | 05.08.2016        | Diamant (1.000.000+)   |
| Cheap Thrills (Remix)                                     | Sia feat. Sean Paul                               | A: Greg Kurstin, Sean Paul, Sia P: Greg Kurstin | 55     | 1                   | 19.02.2016       | 03.03.2017        | Diamant (1.000.000+)   |
| Viva Colonia                                              | Höhner                                            | A: Janus Fröhlich, Henning Krautmacher, Ralf Rudnik, Hannes Schöner, Peter Werner-Jates P: Thomas Brück | 55     | 20                  | 27.01.2003       | 16.02.2024        | Gold (150.000+)        |
| I Ain’t Worried                                           | OneRepublic                                       | A: John Eriksson, Brent Kutzle, Peter Morén, Tyler Spry, Ryan Tedder, Björn Yttling P: Brent Kutzle, Simon Oscroft, Tyler Spry, Ryan Tedder | 55     | 19                  | 24.06.2022       | 14.07.2023        | Platin (600.000+)      |
| I Adore You                                               | Arash, Hugel & Topic feat. Daecolm                | A: Loris Cimino, Florent Hugel, Daecolm Holland, Ārash Labāf, Maximilian Riehl, Alexander Tidebrink, Tobias Topić P: Florent Hugel, Maximilian Riehl, Alexander Tidebrink, Tobias Topić | 55     | 8                   | 26.07.2024       | 15.08.2025        | Gold (300.000+)        |
| Mama                                                      | Heintje                                           | A: Bruno Balz, Cesare Andrea Bixio, Bruno Cherubini P: Addy Kleyngeld | 54     | 2                   | 15.01.1968       | 01.02.1969        | Gold (1.000.000+)      |
| Let’s Twist Again                                         | Chubby Checker                                    | A: Chubby Checker P: Dave Appell | 54     | 12                  | 01.01.1962       | 24.05.1976        | n/a                    |
| Just Dance                                                | Lady Gaga feat. Colby O’Donis                     | A: Akon, Lady Gaga, RedOne P: RedOne | 54     | 10                  | 29.08.2008       | 12.03.2010        | Gold (150.000+)        |
| Hamma!                                                    | Culcha Candela                                    | A: Culcha Candela P: Andreas Herbig | 54     | 1                   | 24.08.2007       | 22.10.2010        | 3× Gold (450.000+)     |
| Grenade                                                   | Bruno Mars                                        | A: Brody Brown, Claude Kelly, The Smeezingtons, Andrew Wyatt P: The Smeezingtons | 54     | 1                   | 28.01.2011       | 03.02.2012        | 3× Gold (450.000+)     |
| On the Floor                                              | Jennifer Lopez feat. Pitbull                      | A: AJ Junior, Bilal Hajji, Kinda Hamid, Los Kjarkas, Pitbull, RedOne, Geraldo Sandell P: RedOne | 54     | 1                   | 25.03.2011       | 23.08.2013        | 5× Gold (750.000+)     |
| Der letzte Song (Alles wird gut)                          | Felix Kummer feat. Fred Rabe                      | A: Flo August, Blvth, Steffen Israel, Felix Kummer, Karl Schumann P: Flo August, Blvth | 54     | 1                   | 19.11.2021       | 19.05.2023        | Platin (400.000+)      |
| Happy Xmas (War Is Over)                                  | Plastic Ono Band & The Harlem Community Choir     | A: John Lennon, Yoko Ono P: John Lennon, Yoko Ono, Phil Spector | 54     | 6                   | 04.01.2008       | 27.12.2024        | Platin (500.000+)      |
| Gangsta’s Paradise                                        | Coolio feat. L. V.                                | A: Artis Ivey Jr., Doug Rasheed, Larry Sanders, Stevie Wonder P: Doug Rasheed | 54     | 1                   | 16.10.1995       | 07.02.2025        | 2× Platin (1.000.000+) |
| Unendlichkeit                                             | MilleniumKid feat. JBS                            | A: Jan Schemmer und Yasin Sert P: Yasin Sert | 54     | 34                  | 18.08.2023       | 15.08.2025        | Gold (300.000+)        |
| All Summer Long                                           | Kid Rock                                          | A: Kid Rock, Ed King, Uncle Kracker, Leroy Marinell, Gary Rossington, Ronnie Van Zant, Waddy Wachtel, Warren Zevon P: Kid Rock | 53     | 1                   | 20.06.2008       | 04.12.2009        | 3× Gold (450.000+)     |
| Let Me Think About It                                     | Ida Corr vs. Fedde Le Grand                       | A: Ida Corr, Burhan G, MoTrack P: Ida Corr, MoTrack | 53     | 14                  | 25.01.2008       | 15.01.2010        | n/a                    |
| … So ein schöner Tag (Fliegerlied)                        | Tim Toupet                                        | A: Donikkl P: Erich Öxler, Stefan Peters | 53     | 6                   | 16.01.2009       | 02.03.2012        | Gold (150.000+)        |
| Just Hold Me                                              | Maria Mena                                        | A: Maria Mena, Arvid Solvang P: Arvid Solvang | 53     | 14                  | 20.04.2007       | 09.03.2012        | Gold (150.000+)        |
| Empire State of Mind (Part II) – Broken Down              | Alicia Keys                                       | A: Angela Hunte, Jay-Z, Burt Keyes, Alicia Keys, Sylvia Robinson, Janet Sewell, Alexander Shuckburgh P: Alicia Keys, Al Shux | 53     | 35                  | 11.06.2010       | 18.01.2013        | Gold (150.000+)        |
| Ai Se Eu Te Pego!                                         | Michel Teló                                       | A: Sharon Arcoverde, Antonio Cerqueira, Aline Da Fonseca, Amanda Teixeira, Karine Vinagre P: Dudu Borges | 53     | 1                   | 16.12.2011       | 18.01.2013        | 3× Platin (900.000+)   |
| Ich lass für dich das Licht an                            | Revolverheld                                      | A: Revolverheld P: Philipp Steinke | 53     | 7                   | 03.01.2014       | 10.04.2015        | Platin (300.000+)      |
| Habits (Stay High)                                        | Tove Lo                                           | A: The Struts, Tove Lo P: The Struts | 53     | 14                  | 30.05.2014       | 22.05.2015        | 3× Gold (450.000+)     |
| Chandelier                                                | Sia                                               | A: Jesse Shatkin, Sia P: Greg Kurstin | 53     | 10                  | 13.06.2014       | 05.06.2015        | Platin (300.000+)      |
| Auf anderen Wegen                                         | Andreas Bourani                                   | A: Andreas Bourani, Julius Hartog P: Philipp Steinke, Peter “Jem” Seifert | 53     | 4                   | 03.10.2014       | 13.11.2015        | Platin (300.000+)      |
| See You Again                                             | Wiz Khalifa feat. Charlie Puth                    | A: Andrew Cedar, DJ Frank E, Wiz Khalifa, Charlie Puth P: Andrew Cedar, DJ Frank E, Charlie Puth | 53     | 1                   | 20.03.2015       | 01.04.2016        | 3× Gold (600.000+)     |
| Palmen aus Plastik                                        | Bonez MC & RAF Camora                             | A: Bonez MC, RAF Camora P: Beataura, RAF Camora | 53     | 10                  | 22.07.2016       | 25.08.2017        | Diamant (1.000.000+)   |
| Unforgettable                                             | French Montana feat. Swae Lee                     | A: C.P Dubb, French Montana, Swae Lee, Mike Will Made It, Aujla Jagvir Singh, McCulloch Reid Sutphin P: C.P Dubb, Jaegan, Mike Will Made It, McCulloch Reid Sutphin | 53     | 6                   | 21.04.2017       | 25.05.2018        | 2× Platin (800.000+)   |
| Old Town Road                                             | Lil Nas X                                         | A: Lil Nas X, Trent Reznor, Atticus Ross, YoungKio P: Trent Reznor, Atticus Ross, YoungKio | 53     | 1                   | 05.04.2019       | 17.04.2020        | Platin (400.000+)      |
| Savage Love (Laxed – Siren Beat)                          | Jawsh 685 & Jason Derulo                          | A: Jason Derulo, Philippe Greiss, Jacob Kasher Hindlin, Jawsh 685 P: Jawsh 685 | 53     | 1                   | 19.06.2020       | 18.06.2021        | Platin (400.000+)      |
| One Kiss                                                  | Calvin Harris & Dua Lipa                          | A: Calvin Harris, Dua Lipa, Jessie Reyez P: Calvin Harris | 53     | 1                   | 13.04.2018       | 26.08.2022        | Platin (400.000+)      |
| Daylight                                                  | David Kushner                                     | A: Jeremy Fedryk, Hayden Hubers, David Kushner, Josh Williams P: Rob Kirwan | 53     | 4                   | 21.04.2023       | 26.04.2024        | Gold (200.000+)        |
| Buena sera                                                | Louis Prima                                       | A: Peter DeRose, Carl Sigman P: n/a | 52     | 3                   | 01.08.1957       | 01.07.1958        | n/a                    |
| Petite fleur                                              | Chris Barber’s Jazz Band                          | A: Sidney Bechet P: n/a | 52     | 3                   | 01.09.1958       | 01.11.1959        | n/a                    |
| Banjo Boy                                                 | Jan & Kjeld                                       | A: Charly Niessen P: n/a | 52     | 1                   | 01.12.1959       | 01.11.1960        | Gold (1.000.000+)      |

## Liste der Lieder, die die Rangliste in der Vergangenheit anführten
- 200–285: Tom Odell – Another Love (seit dem 8. Dezember 2023)
- 199–199: Apache 207 – Roller / Tom Odell – Another Love (1. Dezember 2023 – 7. Dezember 2023)
- 167–199: Apache 207 – Roller (14. April 2023 – 30. November 2023)
- 166–166: Wham! – Last Christmas / Apache 207 – Roller (7. April 2023 – 13. April 2023)
- 130–166: Wham! – Last Christmas (1. Dezember 2017 – 6. April 2023)
- 129–129: Wham! – Last Christmas / Paul & Fritz Kalkbrenner – Sky and Sand (30. Dezember 2016 – 30. November 2017)
- 109–129: Paul & Fritz Kalkbrenner – Sky and Sand (18. Mai 2012 – 29. Dezember 2016)
- 108–108: DJ Ötzi & Nik P. – Ein Stern (… der deinen Namen trägt) / Paul & Fritz Kalkbrenner – Sky and Sand (11. Mai 2012 – 17. Mai 2012)
- 083–108: DJ Ötzi & Nik P. – Ein Stern (… der deinen Namen trägt) (20. Februar 2009 – 10. Mai 2012)
- 083–083: Wolfgang Petry – Die längste Single der Welt / DJ Ötzi & Nik P. – Ein Stern (… der deinen Namen trägt) (13. Februar 2009 – 19. Februar 2009)
- 070–083: Wolfgang Petry – Die längste Single der Welt (23. März 1998 – 12. Februar 2009)
- 069–069: Hula Hawaiian Quartett – Jim, Jonny und Jonas / Wolfgang Petry – Die längste Single der Welt (16. März 1998 – 22. März 1998)
- 000–069: Hula Hawaiian Quartett – Jim, Jonny und Jonas (1. März 1954 – 15. März 1998)